# Panda en de geheimzinnige kluizenaar
Panda en de geheimzinnige kluizenaar is oorspronkelijk een tekststripverhaal in de Panda-reeks. Het stond in 1951 in kranten. Als tweede verhaal in een stripalbum verscheen het in 1985 bij uitgeverij Oberon als Panda en de meester-kluizenaar.

## Personages
- Panda
- Berend Baksteen
- Dries Drafje
- Jollipop
- Joris Goedbloed
- Kluizenaar (alias Joris Goedbloed)
- pachters
- tuinlieden
- werkvrouw
- Zeever Zwilbikker

## Verhaal
Nadat Panda in het avontuur Panda en de meester-gemaskerde een grote beloning heeft gekregen dankzij Joris Goedbloed (alias de meester-gemaskerde) had hij bediende Jollipop aangenomen, maar bewoonde nog een klein huisje met tuintje. Panda wil groter gaan wonen en besluit een landgoed te gaan kopen. 
De makelaar neemt Panda eerst niet serieus, totdat hij merkt dat Panda rijk is. Hij heeft precies wat Panda zoekt, maar hij wil er slechts 10.000 ducaten voor, terwijl Panda 50.000 biedt. Even later wil de makelaar zelfs nog maar 8000.  Ondanks dit vreemde gedoe tekent Panda het contract en is daarmee eigenaar van Huize Hobbeldonk en het landgoed met diverse gebouwen en pachters. 
Als ze er aankomen kijken ze vreemd op, want bijna iedereen ligt te slapen op klaarlichte dag. Alleen de rentmeester niet, en die weet ook niet hoe het komt. Als Panda echter water uit de beek drinkt, valt Panda ook in slaap. De rentmeester drinkt nooit water. 
In een van de gebouwen woont een kluizenaar. Hij laat zich bijna nooit zien maar wel horen. Hij beweert de oplossing te hebben voor het slaapprobleem en zet de pachters op tegen Panda. Ze komen in opstand tegen hun nieuwe heer en proberen Panda weg te jagen. 
Panda krijgt er uiteindelijk schoon genoeg van en wil het landgoed kwijt, zelfs voor niets. En daar is opeens Joris Goedbloed die Panda wel "wil helpen" en het graag wil overnemen. Oplettende lezers hebben dan allang een vermoeden, en op sommige plaatjes waar de kluizenaar te zien is kun je ook iets herkennen, ondanks zijn kapmantel. Joris deed zich voor als kluizenaar en goot steeds slaapmiddel in de beek, met de bedoeling dat hij het landgoed zou krijgen. Maar ondanks "vriendelijk" aandringen zet Panda toch niet zijn handtekening, en blijft dus de eigenaar. Nu de waarheid bekend is zijn de pachters ook niet boos meer en kan Panda alsnog een feest geven ter gelegenheid van zijn nieuwe huis.